# Гроховская, Агнешка
Агнешка Гроховска-Гаевска (пол. Agnieszka Grochowska-Gajewska; род. 31 декабря 1979 года, Варшава, Польша) — польская актриса театра и кино. Лауреат премии «Золотого льва» за лучшую женскую роль в фильме «Три минуты. 21:37» на польском кинофестивале в Гдыне. Награды в актёрской деятельности: «Крест Заслуги», «Медаль «За заслуги в культуре Gloria Artis»».

## Биография
В 2002 году Агнешка Гроховска окончила актёрский факультет в Театральной академии Варшавы. С 2003 года Агнешка является актрисой Театра-Студия в Варшаве. В театре Агнешка познакомилась и дебютировала с актёром Збигневом Запасевичем. До этого в 2002 году Агнешка приняла участие в фильме «Тревога», режиссёром которого был её будущий муж Дариуш Гаевский. Агнешка Гроховска является одной из самых известных польских актрис. Наиболее популярные фильмы: «Удары», «Во мраке», «Валенса. Человек из надежды». В июле 2004 года Агнешка Гроховска вышла замуж за Дариуша Гаевского. В 2012 году у них родился сын Владислав.

## Фильмография
| Год  | Название                   | Персонаж               |
| ---- | -------------------------- | ---------------------- |
| 1999 | В добре и в зле (сериал)   | Доминика (2003)        |
| 2002 | Тревога                    | Сильвия                |
| 2003 | Варшава                    | Клара                  |
| 2003 | Комическая сила            | Эмка                   |
| 2003 | Zaginiona (сериал)         | Ула Токарска           |
| 2004 | В пути                     | Казя                   |
| 2004 | Удары                      | Таня                   |
| 2005 | Возьми себя в руки         | Илонка                 |
| 2005 | Путешествие Нины           | Нина Раймич            |
| 2006 | Юг-север                   | Юлия                   |
| 2006 | Одиночество в сети         | Наталья                |
| 2006 | Ты только люби             | Юлия                   |
| 2006 | Мы все Христы              | мама Адася в молодости |
| 2006 | Дети шпионов 4D            | Марисса (дубляж)       |
| 2007 | Команда (сериал)           | Дорота                 |
| 2007 | Ханя                       | Ола                    |
| 2007 | Рататуй                    | Колетт (дубляж)        |
| 2008 | Лимузин                    | Аня                    |
| 2008 | Волшебное дерево           | мама                   |
| 2008 | В ожидании любви           | Йоанна Малчак          |
| 2009 | Везунчики                  | Мария                  |
| 2009 | Не оставляй меня           | Йоанна Рольска         |
| 2010 | За степями                 | Нина                   |
| 2010 | Три минуты. 21:37          | учитель                |
| 2010 | Венеция                    | Барбара, сестра Йоанны |
| 2010 | Boulevard Voltaire         | Паулина                |
| 2011 | Во мраке                   | Клара Келлер           |
| 2011 | 80 миллионов               | Анка                   |
| 2012 | Не стыдясь                 | Анка, сестра Тадека    |
| 2013 | Rzecz o banalnosci milosci | молодая Ханна Арендт   |
| 2013 | Валенса                    | Данута Валенса         |
| 2014 | Инородное тело             | Крис Нильска           |
| 2015 | Номер 44                   | Нина Андреева          |
| 2015 | Strange Heaven             | Бася                   |
| 2015 | 杉原千畝(Сугихара Тиунэ)   | Ирина                  |
| 2015 | American Dream             | Ана                    |
| 2018 | За мечтой                  | Марла                  |
| 2019 | Святилище                  | Доктор София Ковальска |
| 2020 | В густом лесу (сериал)     | Лаура Голдштайн        |